# Monoptilon bellidiforme
Monoptilon bellidiforme là một loài thực vật có hoa trong họ Cúc. Loài này được Torr. & A.Gray ex A.Gray mô tả khoa học đầu tiên.